# Don't Go Near the Water (Beach Boys)
Don't Go Near the Water è una canzone dei Beach Boys, estratta dall'album Surf's Up del 1971. Scritta da Mike Love e Al Jardine, la canzone dà un tocco ironico ed ecologico alle tradizionali canzoni da spiaggia e sul surf dei Beach Boys: invece di godersi il surf e altre attività divertenti, questa volta si consiglia all'ascoltatore di evitare l'acqua per motivi ambientali.

## Il brano
La canzone è stata registrata nella stessa sessione di Long Promised Road e 4th of July, entrambe registrate per Surf's Up. 
Nella versione originale, successivamente censurata, il padre del narratore in riferimento all'acqua afferma: "Penso che abbia ucciso mio padre"; alludendo all'eccessivo inquinamento degli oceani negli Stati Uniti.

### Cover
Vi furono diverse cover del brano, tra cui quella di Kristy MacColl e Sammy Kershaw.

#### Album successivi
Il brano è presente in varie raccolte e cofanetti della band, già a partire dagli anni 1980, tra cui il cofanetto The Smile Sessions, pubblicato dalla Capitol Records nel 2011, che attraverso i nastri originali ricostruisce filologicamente l'album perduto del '67, Surf's Up è stata pubblicata in svariate versioni:

## Formazione
- Mike Love - voce
- Al Jardine - voce, pianoforte, chitarra
- Bruce Johnston - voce, chitarra
- Brian Wilson - voce, tastiera
- Carl Wilson - voce, chitarra elettrica
- Daryl Dragon -  tastiera
- Mike Kowalski - batteria